# 丹尼尔·麦克法登
丹尼尔·麦克法登（英語：Daniel McFadden，1937年7月29日—），美国计量经济学家，加州大学伯克利分校经济学荣休教授。与詹姆斯·赫克曼一起获得2000年诺贝尔经济学奖。
麦克法登曾任麻省理工學院经济学教授（1977年—1991年），在伯克利退休后又担任南加州大学经济学教授。